# 连平县
连平县位于中国广东省北部，属于河源市管辖。东边与广东省和平县相邻，南边与广东省东源县、新丰县相邻，西边与广东省翁源县相邻，北边与江西省龙南县、全南县相连，面积2365平方公里。縣政府駐元善镇公園路1號。

## 行政区划
连平县下辖13个镇：
元善镇、上坪镇、内莞镇、陂头镇、溪山镇、隆街镇、田源镇、油溪镇、忠信镇、高莞镇、大湖镇、三角镇和绣缎镇。

## 历史
春秋战国时期，连平属百越之地。秦始皇平定南越后，连平属南海郡龙川县地。自中华人民共和国成立之后，1963年属惠阳专区，1959年至1961年间曾与其邻的和平县进行过短暂的合并，1988年属于河源市管辖。

## 人口 民族
根據第七次全国人口普查數據，截至2020年11月1日零時，連平縣常住人口285224人。
连平县以汉族客家人为主。另外还有少许土著居民。

## 经济
全县以农业为主，农业人口占到30多万。水果、蔬菜、传统农副土特产品、茶叶等种植业和畜牧水产业比较有优势。

## 旅游
连平县地处九连山区、旅游资源较为丰富。著名的景点有：内莞镇圣迹苍岩风景区、内莞自然风光、溪山瀑布、上坪桃花山、黄牛石风景区等。

## 交通
大广粤境段高速、 龙河高速、 汕昆高速、 105国道、 358国道贯穿全县。

## 教育
有广东连平中学、忠信中学、附城中学三所高中

## 特产
连平鹰嘴蜜桃：中国地理标志产品。